# HNK Velebit Benkovac
 Hrvatski nogometni klub Velebit Benkovac hrvatski je nogometni klub iz grada Benkovca. Domaće utakmice igra na Gradskom stadionu u Benkovcu. Klub je osnovan 15. veljače 1925. godine.
Trenutno se natječe u 1. ŽNL Zadarskoj.

## Povijest

### Prva lopta 1909. godine
S nogometom u Benkovcu počelo se već u prvom desetljeću 20. stoljeća. Pisanog dokaza o prvoj nogometnoj lopti, koliko je poznato, nema, ali usmena predaja kaže da ju je već 1909. godine iz Trsta donio Petar Pjero Novaković (1898.-1982.), kasnije jedan od osnivača i prvi predsjednik kluba. Znamo čak i da ju je kupio u dućanu "Emanuel Fidler". Usmena predaja također kaže da je i drugu loptu u Benkovac opet donio Petar Novaković i to 1912. godine.
Prvi tragovi o utemeljenju Velebita kasnijeg su datuma i po nekim neslužbenim podacima Velebit se pod tim imenom okupljao radi igranja nogometa već 1919. godine. Taj podatak ipak treba uzeti s ogradom. Igralo se uglavnom ljeti, za vrijeme školskih praznika, kad su benkovački studenti i učenici dolazili svojim kućama i za vrijeme državnih blagdana i proslava, kad se nije radilo ni išlo u školu. Zanimljiv je i podatak iz splitskog dnevnika "Novo doba" u broju 203 od 30. kolovoza 1934. godine, koji stavlja početak djelovanja Velebita u 1922. godinu. Taj datum, međutim, nije točan, jer iako je moguće da je Velebit djelovao 1922. godine, o tome nije pronađen ni jedan službeni zapis. 

### Osnivanje kluba
Da je Velebit moguće djelovao 1922. godine piše i Milenko Pekić u "Narodnom listu" od subote 6. travnja 1985. godine. Pod naslovom Rođendan NK Velebit Pekić, također spominjući članak u "Novom dobu" iz 1934. godine, u jednom dijelu piše:

Međutim, ni ovu Pekićevu teoriju ne možemo uzeti kao početak djelovanja Velebita jer se nigdje ne spominje s kim se 1922. igralo i koji su bili rezultati utakmica, a ne postoje ni fotografije o tome.

#### Datum osnivanja i ime
Klub je osnovan 15. veljače 1925. godine. Iako postoje podaci koji spominju 10. listopada, kao dan osnivanja se uzima 15. veljače. Osnivači i utemeljitelji kluba bili su: Petar - Pjero Novaković, J. Vujić Gunde, Ante Gulin, J. Košević, A.Supin i drugi. Prvi predsjednik bio je Petar – Pjero Novaković. Ime kluba predložio je Josip Vujić Gunde.
U "Narodnom listu" od 7. veljače 1976. pod naslovom Velebit i njegovih 50 godina M. Gnjatović piše o utemeljenju i osnivačima te kaže:

Također u istom članku dodaje: 
'' Bez Velebita u očima, ne putuje se nikuda ovim krajem , pa ni u snu'' - zapisao je istaknuti hrvatski slikar Josip Zanki. I tako klub dobi dično ime ''Velebit''.
Da je Velebit utemeljen 1925. godine svjedoči i podatak u knjizi 80 godina Splitsko-dalmatinskog nogometnog saveza autora Jurice Gizdića, Split 2001. u izdanju Nogometnog saveza Županije splitsko-dalmatinske. Na stranici 189. je fotografija sastava Velebit, a iznad nje tekst: Klub je osnovan 10. listopada 1925. godine. Prvi predsjednik bio je Petar - Pjero Novaković'.
Dakle Velebit je utemeljen 1925. godine, da li 15. veljače ili 10. listopada manje je važno, a napisi iz "Novog doba" i "Narodnog lista" samo nagađaju o organiziranom klupskom nogometu i tri godine ranije. 
Prvo igralište bilo je na "Paljevinama" kod vojarne, ubrzo se prešlo na tradicionalni dugogodišnji "Plac", a 1978. godine na današnji Gradski stadion. Prvi dresovi Velebita bili su istovjetni dresovima zagrebačke Concordije, zelena majica s bijelim ovratnikom, crne kratke hlače i zelene štucne.
Za klub su 1925. godine igrali: Ž. Ivanković, J. Dimitrović, M. Gulin, G. Malešević, A. Miletić, Đ. Dimitrović, Pruskov, J. Vujić-Gunde, A. Supin, J. Košević i Z. Novaković. Osim navedenih i prikazanih na slici u tom prvom radoblju se još spominju Surbijevski, Ljubić, Damjanović, Rimanić, Tršić, Brailo.
U prvom dobu djelovanja Velebit je najčešće igrao s klubovima iz obližnjih mjesta, Novigrada, Obrovca, Gračaca, Biograda, Drniša, Knina, Zemunika i Šibenika. S klubovima iz Zadra ne, jer je Zadar u to doba pod Italijom.

### Prve utakmice
Prvu utakmicu je Velebit odigrao u ljeto 1926. godine u Kninu protiv Dinare i pobijedio rezultatom 1:6 o čemu postoje dokazi fotografije i faksimila Poziva na sastanak pred tu utakmicu.
U članku "Novog doba", spomenutog u odjeljku Prve lopte, od 30. kolovoza 1934. godine nalazi se i izvješće s utakmice između Velebita i drniškog DOŠK-a. 

Evo tog zapisa: 

Zna se da su benkovački nogometaši 5. ožujka 1936. igrali na svom igralištu protiv biogradskog Primorca i izgubili s 3:2. Slijedeće godine, 1937., s 3:2 su bolji od NOŠK-a. Zabilježeno je da je godine 1938. predsjednik Velebita Boris Kakuškin. Posljednja dva zapisa o utakmicama Velebita prije novog razdoblja, koje je počelo nakon Drugog svjetskog rata, su iz  godina 1939. i 1942. Prvi je pred utakmicu s jednim sastavom benkovačke vojarne , a drugi s utakmice u Benkovcu s jednim sastavom talijanske vojske, kojeg je Velebit zgoditkom Ratka Tepše pobijedio s 1:0. 

### Nakon Drugog svjetskog rata
Nakon okončanja Drugog svjetskog rata Velebit nastavlja s djelovanjem u lipnju 1946. godine. Obnovili su ga uglavnom ljudi, koji su 1925. bili osnivači: Petar Pjero Novaković, Josip Gunde Vujić, Kresović, dr. J. Jurković, koji je bio prvi poslijeratni predsjednik, zatim nešto mlađi braća Svevlad i Emil Kazimir Žeravica i drugi.
U prvom grupnom prvenstvu Dalmcije, koje je počelo u veljači 1946. godine, Velebit nije sudjelovao, a prvu prijateljsku utakmicu odigrao je u Benkovcu 6. lipnja 1946. s klubom iz Obrovca i izgubio 1:3. Sudio je Vjekoslav Vidošević.
1948. godine Velebit se prvi put nakon obnove počeo službeno natjecati. Svevlad Žeravica, tadašnji igrač i prvi poslijeratni tajnik, napravio je prvi klupski pravilnik i krajem ljeta 1948. godine registrirao Velebit u tadašnjem Nogometnom centru za oblast Like i Dalmacije u Splitu, kod pokojnom Hajdukovog legendarnog igrača i nogometnog suca Lea Lemešića, koji je bio prvi tajnik tog Centra. 
Već 19. rujna 1948. godine počelo je prvo nogometno prvenstvo Dalmacije i Like podijeljeno u šest grupa. Velebit i biogradski Primorac bili su jedini članovi IV grupe. 
U prvom poslijeratnom sastavu uz Svevlada Žeravicu, koji je tada bio i kapetan, igrali su njegov brat Emil Žeravica, K. Šitić, I. Cerna, Đ. Vrcelj, Z. Knežević, Z. Vojvodić, S. Vojvodić, M. Relić, Hudika, Kresoja, Kaštela, Vidić, Sinovčić, B. Kovačević.

#### Plava noć Velebita
Na redovitoj godišnjoj skupštini 1958. je, na prijedlog Borisa Maleša, odlučeno da se ubuduće redovito održava klupska fešta Plava noć Velebita. Trajala je sve do početka 80-ih godina prošlog stoljeća, kad je s njom prestalo.

Prema riječima Borisa Maleša: 

#### Uspjesi kluba
Od obnove kluba do 1955. godine Velebit sudjeluje u skupnom dalmatinskom prvenstvu, a potom do 1959. godine u prvenstvu zadarskog podsaveza i u međukotarskom prvenstvu. 
1956./57.  Velebit je treći u novoosnovanoj Zadarskoj nogometnoj ligi, dok je u sezoni 1957./58. Velebit na drugom mjestu.
U sezoni 1958./59. Velebit je nastupio u grupnom prvenstvu klubova sa zadarskog i šibenskog područja, te završava na drugom mjestu.
1960. Velebit je u finalu Kupa za zadarsko područje. Finale je igrano u Benkovcu s Tekstilcom i okončano s 1:1, a pri izvođenju jedanaesteraca spretniji i sretniji su bili Zadrani.
Sezone 1962./63. Velebit je prvak prvenstva Zadarskog nogometnog podsaveza, te se tako ulazi u viši rang, Dalmatinsku nogometnu zonu. Te sezone Velebit dolazi i do finala Kupa za zadarsko područje, koje gubi u Benkovcu od Zadra 0:2.
Sezone 1964./65. Velebit je ponovno u ligi Nogometnog podsaveza Zadar te nadmoćno osvaja prvo mjesto. U 20 utakmica Velebit ima 16 pobjeda, 2 neriješena ishoda i 2 poraza uz gol-razliku 72:18.
1966./67. Velebit je ponovno prvak u prvenstvu zadarskog podsaveza s 8 bodova ispred zadarskog Omladinca. Slijedeće sezone 1967./68. Velebit je treći te je ponovno u finalu kupa gdje gubi od Zadra 2:1.
Sezone 1969./70. Velebit se ligom naprosto prošetao, a konačno je osvojio i kup. U finalnoj utakmici u Benkovcu 21. lipnja 1970. godine Velebit - Omladinac 2:1. Uspjelo se konačno, prvi put nakon 1963./64. i u kvalifikacijama za Dalmatinsku nogometnu ligu. Pobjeđeni su Vodice i Jugovinil s po 1:0, što je bilo dovoljno za ulazak.
17. listopada 1971. u Benkovcu je velika nogometna fešta. Prvi put došao je igrati splitski Hajduk, koji je u benkovačkom kraju oduvijek imao veliki broj pristalica. Velebit je u sklopu redovitog kola DNZ trebao igrati s drugim sastavom Hajduka, koji je u ligi nastupao izvan konkurencije, ali su Splićani udovoljili molbi Benkovčana i poslali prvi sastav. Gostovanje Hajduka, koji je te sezone osvojio naslov prvaka, privuklo je na igralište više od 4000 gledatelja, koji su gromoglasno pozdravili i posebnu gošću Đurđicu Bjedov, koja je na Olimpijadi u Meksiku osvojila zlatnu i srebrenu medalju u plivanju. 
Dolazak Hajduka iskorišteno je kako bi se odala posebna počast ocu i doajenu benkovačkog nogometa Petru Pjeru Novakoviću, koji je izveo početni udarac na utakmici, koja je završila rezultatom 2:5.
U sezoni 1973./74. Velebit je drugi u Dalmatinskoj nogometnoj ligi, 3 boda iza Solina. Bio je to najveći dotadašnji uspjeh. Velebit te sezone dobija i pehar za najdiscipliniraniju momčad lige.
Velebit redovno igra u Dalmatinskoj nogometnoj ligi od ulaska 1969./70. pa sve do sezone 1978./79. kada osvaja DNL. U drugom dijelu prvenstva Velebit ruši sve pred sobom te već 5 kola prije kraja osigurava naslov prvaka. Da bi se domogao HNL-a po prvi put, morao je kroz kvalifikacije biti bolji od prvaka Splitske nogometne lige NK Jadrana i najboljeg s riječkog područja Grobničanina. U Benkovcu Velebit dobija Grobničana 1:0, a u Kaštelima s Jadranom igra 0:0. U uzvratu kod Grobničana igra 2:2, te mu je pred odlučujući susret s Jadranom u Benkovcu dovoljan bod za ulazak u jedinstvenu Hrvatsku nogometnu ligu. Tog za benkovački nogomet povijesnog dana 16. srpnja 1979. godine, pred 7000 gledatelja uz suđenje Vujeca iz Varaždina, Velebit je pobijedio s 2:0 i ostvario jedan od najvećih uspjeha u povijesti kluba.
U veljači 1979., boraveći na pripremama u Zadru, u Benkovcu je gostovao prvoligaš Osijek. Velebit mu je pružio sjajan otpor i izgubio s pogotkom gostiju u 90. minuti s 2:3.

##### Ljestvica DNZ 1978./79.[15]
| mj. | klub                      | ut. | pob. | ner. | por. | gol+ | gol- | bod |
| --- | ------------------------- | --- | ---- | ---- | ---- | ---- | ---- | --- |
| 1.  | Velebit Benkovac          | 26  | 13   | 9    | 4    | 43   | 22   | 35  |
| 2.  | Junak Sinj                | 26  | 12   | 8    | 6    | 29   | 24   | 32  |
| 3.  | Sloga Mravince            | 26  | 12   | 6    | 8    | 33   | 30   | 30  |
| 4.  | Primorac Biograd na Moru  | 26  | 11   | 7    | 8    | 39   | 24   | 29  |
| 5.  | Jadran Ploče              | 26  | 8    | 10   | 8    | 38   | 24   | 26  |
| 6.  | Mosor Žrnovnica           | 26  | 9    | 8    | 9    | 34   | 31   | 26  |
| 7.  | Omiš                      | 26  | 9    | 8    | 9    | 33   | 31   | 26  |
| 8.  | Hajduk Vela Luka          | 26  | 10   | 6    | 10   | 40   | 40   | 26  |
| 9.  | Bukovica Kistanje         | 26  | 10   | 6    | 10   | 29   | 29   | 26  |
| 10. | Jugovinil Kaštel Gomilica | 26  | 9    | 6    | 11   | 41   | 40   | 24  |
| 11. | Neretvanac Opuzen         | 26  | 8    | 7    | 11   | 30   | 39   | 23  |
| 12. | Bagat Zadar               | 26  | 4    | 14   | 8    | 26   | 36   | 22  |
| 13. | Slaven Gruda              | 26  | 7    | 7    | 12   | 26   | 46   | 21  |
| 14. | Slaven Trogir             | 26  | 4    | 8    | 14   | 24   | 41   | 16  |

Ulaskom u Hrvatsku nogometnu ligu Velebit je i organizacijski postao kvalitetno postavljen klub. Osobita pozornost posvećena je radu s omladinskim pogonom, kojeg su uspješno vodili Branko Dević i Petar Kasum. Pred nastup među najboljim klubovima Hrvatske Velebit se pojačao. Doveden je napadač Milivoj Pršo, stric slavnog hrvatskog reprezentativca Dade Prše, i odlični vratar Zadra Ivan Džaja, a vratio se i nakon više godina stoper Manislavić. Nametnuo se i mladi branič Ante Serdarević. U prvoj sezoni u HNL-u 1979./80. Velebit bez većih problema osigurava opstanak, što više zauzima jako dobro 9. mjesto od 16 klubova. Od bitnijih rezultata možemo izdvojiti pobjedu nad NK Zagrebački plavi 2:0 i nad Segestom 1:0, Iste godine Velebit osvaja i kup za zadarsko područje, u finalu dobija Primorca iz Biograda s 3:1. Slijedeće sezone u kupu Velebit se susreće s pobjednikom kupa za šibensko područje, NK Šibenikom, rezultat je 0:0, a Šibenčani prolaze dalje nakon izvođenja jedanaesteraca.
Sezone 1980./81. Velebit je po treći put osvajač Kupa za zadarsko područje. U finalu s 3:1, nakon boljeg izvođenja jedanaesteraca, Velebit pobjeđuje biogradskog Primorca, pri čemu je vratar Džaja obranio četiri jedanaesterca. U istoj sezoni možemo istaknuti velike pobjede u HNL-u, 2:0 nad Varteksom u Varaždinu i 1:0 nad Splitom u Benkovcu, nad Istrom 3:0 u Benkovcu, nad Špartom iz Belog Manastira s 3:1, Šibenikom 4:1 i Zadrom 1:0, te Solinom od 1:0 koji je te godine osvojio prvenstvo. 
Slijedeće sezone u državnom kupu igraju ponovno protiv Šibenika, ovaj put uspješno, rezultat 2:0. U slijedećem kolu kupa Velebit se susreće sa Solinom kojeg pobjeđuje s 3:1 u Benkovcu. U slijedećem kolu, odnosno finalu kupa za područje Dalmacije, Velebit je trebao igrati s Mladosti iz Dubrovnika, međutim Mladost je predala utakmicu, te je tako Velebit postao osvajač Kupa za Dalmaciju. U kvalifikacijama za ulazak među 32 kluba bivše države, bolja je ipak bila Istra.
U sezoni 1981./82. Velebit se pojačava s najboljim igračem biogradskog Primorca Davorom Požarinom. U jedinstvenoj HNL Velebit igra odlično i nanizao je nekoliko velikih pobjeda, kao što su 3:0 nad Varteksom, 2:1 u Zagrebu nad Lokomotivom te istim rezultatom i u Benkovcu, 1:0 u Benkovcu nad Zadrom, nad Istrom u Puli 0:1 i 1:0 u Rovinju, te je na kraju postigao najveći uspjeh u svojoj povijesti, drugo mjesto u HNL, s 4 boda manje od prvaka Varteksa.

##### Ljestvica HNL 1981./82.[18]
| mj. | klub                         | ut. | pob. | ner. | por. | gol+ | gol– | bod |
| --- | ---------------------------- | --- | ---- | ---- | ---- | ---- | ---- | --- |
| 1.  | Varteks Varaždin             | 30  | 18   | 8    | 4    | 60   | 28   | 44  |
| 2.  | Velebit Benkovac             | 30  | 15   | 10   | 5    | 34   | 21   | 40  |
| 3.  | Orijent Rijeka               | 30  | 15   | 7    | 8    | 44   | 26   | 37  |
| 4.  | Belišće                      | 30  | 15   | 6    | 9    | 51   | 26   | 36  |
| 5.  | Šparta Beli Manastir         | 30  | 14   | 8    | 8    | 39   | 29   | 36  |
| 6.  | Metalac Sisak                | 30  | 12   | 10   | 8    | 48   | 33   | 34  |
| 7.  | Mladost Petrinja             | 30  | 12   | 7    | 11   | 35   | 34   | 31  |
| 8.  | Šibenik                      | 30  | 9    | 10   | 11   | 47   | 42   | 28  |
| 9.  | Zadar                        | 30  | 8    | 11   | 11   | 44   | 39   | 27  |
| 10. | Slavonija (Slavonska Požega) | 30  | 9    | 8    | 13   | 34   | 31   | 26  |
| 11. | Istra Pula                   | 30  | 6    | 14   | 10   | 34   | 40   | 26  |
| 12. | Lokomotiva Zagreb            | 30  | 8    | 9    | 13   | 45   | 50   | 25  |
| 13. | Neretva Metković             | 30  | 8    | 8    | 14   | 34   | 49   | 24  |
| 14. | Bukovica Kistanje            | 30  | 8    | 8    | 14   | 39   | 49   | 24  |
| 15. | Valpovka Valpovo             | 30  | 9    | 4    | 17   | 47   | 65   | 22  |
| 16. | Rovinj                       | 30  | 9    | 2    | 19   | 31   | 65   | 20  |

- Slavonska Požega – tadašnji naziv za Požegu

Od sezone 1983./84. liga se reorganizira kako bi se klubovima smanjili troškovi natjecanja. Podijeljenja je na četiri skupine, sjever, jug, istok i zapad, Velebit nastavlja nastupati u južnoj skupini.
U sezoni 1986./87. u stanci između dva dijela prvenstva u Zadru je organiziran turnir četiri sjevernodalmatinska kluba, člana HNL - južne skupine. U društvu s Dinarom, Primorcem i Zadrom, Velebit je postigao uspjeh osvajanjem turnira. U finalnoj utakmici pobjeđen je Zadar s 2:1. Velebitov Slavko Zurak proglašen je igračem turnira.
Od sezone 1987./88. ponovno je stvorena "Jedinstvena hrvatska liga" kao liga trećeg stupnja u tadašnjoj državi, a dotadašnje četiri skupine "Hrvatske lige" su postale skupine "Druge hrvatske lige". Novom reorganizacijom natjecanja Velebit nastupa u Drugoj HNL - jug sve do Domovinskog rata.

#### Bratimljenje s Belišćem
1980. godine u jedinstvenoj HNL među mnogim klubovima nalazilo se i Belišće. Gostovali su Benkovcu u vrijeme kad Velebitu nije najbolje išlo i bodovi su u susretu s Belišćanima bili prijeko potrebiti. No utakmica je okončana pobjedom gostiju od 3:2. Bez obzira na neugodni poraz uprava Velebita pozvala je Belišćane da budu njihovi gosti na večeri i da se prijateljski druže, što su oni rado prihvatili.
Prema riječima Zvonimira Ljutića, tada člana uprave: 
Nastavilo se u Belišću, 9. svibnja 1981. godine, kada su Benkovčani bili gosti kod svojih prijatelja, dan prije Velebitove utakmice s Špartom iz Belog Manastira. U listu kombinata Belišće, kasnije Belišće d.d., novinar S. Krivokapić je napisao: ''Dobri sportski odnosi između NK Velebita i NK Belišća pretvorili su se u veliko prijateljstvo, koje je svoju potvrdu dobilo u subotu 9. svibnja, potpisivanjem Povelje o bratimljenju između ova dva sportska kolektiva. Na taj način je ujedno jedno divno prijateljstvo sklopljeno na sportskom terenu i dobilo najljepši mogući epilog. U pristustvu mnogobrojnih zvanica, članova uprave i nogometaša oba kluba Povelju o zbratimljenju  potpisali su Zdravko Knežević, dugogodišnji predsjednik NK Velebita i veliki sportski entuzijast, a Bratislav Kušić, predsjedavajući Predsjedništva NK Belišće... U svečanoj atmosferi izmjenjeni su i pokloni, da bi se Knežević potom toplim riječima zahvalio na gostoprimstvu ističući da je ovaj korak za primjer drugima u kojem se, prema njegovim riječima, bratime ''krš i ravnica''... Jedinstvena je ocjena svih prisutnih da ljubav i prijateljstvo između ova dva kluba treba još više razvijati i njegovati, a najvjerojatnije da će ona dovesti i do bratimljenja gradova Benkovca i Belišća.''
Prijateljstvo Velebita i Belišća traje i danas i možda je veće nego ikad ranije. A predviđanje da će Benkovac i Belišće postati bratski gradovi se obistinilo 30. svibnja 2008. godine.

### Nakon Domovinskog rata
Kada se Velebit zbog ratnih zbivanja i okupacije prestao natjecati, HNS mu je zamrznuo status drugoligaša. 
Nakon okončanja Domoviskog rata Inicijalni odbor za obnovu Velebita održao je svoju prvu sjednicu 23. rujna 1995. godine, na kojoj je donesen Statut kluba i upućen na registraciju i zakonsko odobrenje.
Prva utakmica odigrana je  2. listopada 1995. godine. Povodom obnove kluba i njegove 70-e obljetnice odigrana je prijateljska utakmica sa starim prijateljima i pobratimima NK Belišćem. Velebit tada još nije imao sastav pa su na taj povijesni događaj pozvani njegovi bivši igrači, mnogi od njih veterani. Bili su tu Ivan Džaja, Ante Mišura, Ante Serdarević, Branko Dević, Zdenko Brkljača, Zoran Troskot, Davor Požarina, Slavko Zurak, Pedišić, Mikulić, Vulin i drugi. Gosti su, dakako, bili bolji, ali Velebitovi ''starci'' pružili su jak otpor i utakmice je okončana s 2:4.
8. travnja 1996. godine održana je obnoviteljska skupština NK Velebita na kojoj je sudjelovalo 65 članova. Predsjedavao je Ante Mišura, dugogodišnji vratar Velebita, a odluka o obnavljanju donesena je jednoglasno. Za prvog predsjednika nakon Domovinskog rata izabran je Ante Mišura, a za dopredsjednika Budimir Žilić. Upravni odbor činili su: Mirko Zrilić, Nediljko Čačić, Ante Mišura, Branko Dević, Miljenko Marinović, Ivan Marinović, Denis Duka, Niko Tokić, Budimir Žilić, Boris Nimac i Davor Supin, čiji je otac Ante bio jedan od utemeljitelja kluba 1925. godine. Nadzorni odbor činili su Boris Patafta, Branko Kardum i Vlatko Gulin.
U natjecateljskom smislu Velebit je obnovljen u jesen 1996. godine kada su sastavi pionira i juniora nastupili u ligama nogometskog saveza Zadarsko-kninske županije. Seniroski sastav se tada još nije službeno natjecao.
Na sjednici Upravnog odbora od 24. siječnja 1997. godine donesena je odluka da se HNS-u podnese zahtjev za odmrzavanje Velebitovog statusa i njegovo uključivanje u Drugu HNL od sezone 1997./98. U lipnju je stigao odgovor od uključivanju Velebita u Treću HNL.

#### Udruživanje Velebita i HAŠK-a
9. kolovoza 1997. godine održana je sjednica uprava NK Velebita i NK HAŠK-a, na kojoj je dogovoreno, uvažavajući trenutne financijske mogućnosti Grada Benkovca i gospodarstvenika i sponzora s područja Benkovca, te činjenicu da u Benkovcu postoji samo jedno kvalitetno nogometno igralište, o spajanju NK HAŠK-a Benkovac s NK Velebitom. 12. kolovoza 1997. godine izlazi se s Priopćenjem  za javnost. Pripajanjem NK HAŠK-a, NK Velebit dobija prefiks HNK. Na sjednici UO 21. listopada 1997. godine prihvaća se današnji izgled klupskog grba.

#### Upjesi kluba u samostalnoj Hrvatskoj
Prva sezona u Trećoj HNL Jug - sjeverna skupina, 1997./98., u kojoj su bili klubovi iz tadašnje Zadarsko-kninske i Šibenske županije, prolazi s dobrim rezultatima. Velebit završava na sedmom mjestu od 18 klubova. Prvi trener nakon Domovinskog rata je prof. Franko Erlić, kojeg nešto kasnije zamjenjuje Branko Dević. Juniori iste sezone osvajaju prvo mjesto, dok su pioniri završili na drugom mjestu u svojoj konkurenciji.
Sezone 1998./99. dolazi do promjene u sustavu natjecanja te Velebit tu sezonu igra u 1. ŽNL Zadarskoj. Velebit je nadmoćan i osvaja prvenstvo s gol-razlikom 86:19 i 13 bodova više od drugoplasiranog Hajduka iz Pridrage, uz samo 2 poraza. Velebit te sezone ima i prvog strijelca lige, Maria Viduku s 31 zgoditkom, i najboljeg vratara Božidara Suraća sa samo 18 primljenih golova, te niz od 21 utakmice bez poraza. Uz to Velebit dobija i trofej za sportsko ponašanje. Iste sezone Velebit je i u finalu Kupa za područje zadarske županije, koje je izgubio od Pakoštana nakon izvođenja jedanaesteraca 5:4 (0:0).
Osvajanjem prvenstva Velebit se ponovno plasira u viši rang, 3. HNL Jug.

##### Ljestvica 1. ŽNL Zadarska 1998./99.[24]
| mj. | klub                          | ut. | pob. | ner. | por. | gol+ | gol- | bod |
| --- | ----------------------------- | --- | ---- | ---- | ---- | ---- | ---- | --- |
| 1.  | Velebit Benkovac              | 26  | 19   | 5    | 2    | 86   | 19   | 62  |
| 2.  | Hajduk Pridraga               | 26  | 14   | 7    | 5    | 58   | 29   | 49  |
| 3.  | Dragovoljac Poličnik          | 26  | 15   | 4    | 7    | 53   | 37   | 49  |
| 4.  | Bibinje                       | 26  | 15   | 2    | 9    | 55   | 38   | 47  |
| 5.  | Debeljak                      | 26  | 13   | 7    | 6    | 50   | 32   | 46  |
| 6.  | Nova Zora Sveti Filip i Jakov | 26  | 12   | 5    | 9    | 53   | 43   | 41  |
| 7.  | Zlatna Luka Sukošan           | 26  | 10   | 3    | 13   | 48   | 48   | 33  |
| 8.  | Sveti Mihovil Sutomišćica     | 26  | 10   | 1    | 15   | 41   | 47   | 31  |
| 9.  | Pag                           | 26  | 8    | 5    | 13   | 40   | 56   | 29  |
| 10. | Polača                        | 26  | 7    | 7    | 12   | 50   | 51   | 28  |
| 11. | NOŠK Novigrad                 | 26  | 8    | 3    | 15   | 41   | 70   | 27  |
| 12. | Sabunjar Privlaka             | 26  | 7    | 4    | 15   | 29   | 49   | 25  |
| 13. | Arbanasi Zadar                | 26  | 7    | 4    | 15   | 25   | 64   | 25  |
| 14. | Zemunik (Zemunik Donji)       | 26  | 7    | 3    | 16   | 27   | 67   | 24  |

Sezone 2000./01. četiri igrača Velebita, a time i klub, su dobili veliko priznanje. Igrali su u amaterskoj državnoj reprezentaciji, koja je sudjelovala u kvalifikacijama na Malti za uvrštenje u završnicu Prvenstva Europe i na završnici u Češkoj. Tu čast imali su vratar Marin Šokota, Jure Čulina, Alan Lazanja i Leo Burčul.
2004./05. Velebit je u finalu Kupa Zadarske županije koje gubi od NŠK Croatie 5:6.
Slijedećih godina Velebit redovno završava na sredini tablice 3. HNL Jug, sve do sezone 2006./07. kada je treći iza Dugopolja i prvaka Trogira.
Sezone 2008./09. Velebit je u finalu županijskog nogometnog kupa. Velebit dobija prvoligaša NK Zadar u Zadru rezultatom 1:2, pogodcima Davora Klapana i tako se plasira u pretkolo Hrvatskog kupa 2009./10. Ždrijebom je odlučeno da igraju protiv Olimpije iz Osijeka, koju su svladali rezultatom 3:2 i tako se plasirali u šesnaestinu finala Hrvatskog kupa. Strijelci za Velebit su bili Anđelo Srzentić, Romeo Čerina i Davor Klapan. U Šesnaestini finala Velebit gubi od prvoligaša Varteksa iz Varaždina rezultatom 0:2.
2009./10. Velebit ponovno osvaja županijski kup, opet protiv NK Zadra u Zadru. Rezultat nakon 90 minuta je 1:1, strijelac za Velebit je Josip Kolić. Nakon jedanaesteraca Velebit dobija rezultatom 4:5. S bijele točke za Velebit su precizni: Barnjak, Šarlija, Kurtin i Uskok. Slijedeće sezone 2010./11. u pretkolu Hrvatskog kupa Velebit igra protiv NK Opatije i ispada rezutatom 2:1. Strijelac za Velebit je Leonardo Barnjak.
Sezone 2010./11. Velebit je ponovno treći. Sezone 2012./13. Velebit ispada u niži rang i od tada se natječe u 1. ŽNL Zadarskoj.
Sezone 2018./19. Velebit je u finalu Kupa Zadarske županije koje je izgubio od biogradskog Primorca.

## Simboli kluba

### Grb
Velebitov grb oblika je štita kao i hrvatski državni grb. Pozadina je bijele boje dok je obrub grba zlatne boje. Na vrhu grba je natpis plavim slovima HNK Velebit a na dnu natpis Benkovac. S lijeve i desne strane se nalazi stari hrvatski ukras pleter, u zlatnoj boji. U središnjem dijelu grba se nalazi slovo V u crvenoj boji, koje drži zlatnu nogometnu loptu. U pozadini se nalazi stilizirani izgled planine Velebit po kojoj je klub dobio ime. U podnožju planine i slova V se nalazi natpis 1925 koji predstavlja godinu osnutka. Ispod godine i slova V se nalazi šahirani uzorak hrvatskog grba.
Današnji dizajn klubskog grba Velebit dobija 1997. godine nakon pripajanja NK HAŠK-a.
U periodu prije Domovinskog rata Velebit koristi okrugli grb bijele boje unutar kojeg se s gornje strane nalazi natpis NK Velebit plave boje, a na dnu natpis Benkovac također plave boje. Između 2 natpisa se nalazi stilizirano slovo V crvene boje te nogometna lopta plave boje. Grb je omeđen lovorikama zlatne boje. Iako se po nekima radi o klasju žita ili maslinovim grančicama.
U povijesti se pojavljuju još dva dizajna grba koje pronalazimo na starim slikama iz 30-ih, te 50-ih godina 20-og stoljeća. Kako su slike lošije kvalitete, nemamo točan izgled grba tih godina. Klub je još uvijek u potrazi za kvalitetnim slikama grba iz tih perioda, jer je veliki dio klupske arhive uništen tijekom Domovinskog rata.

### Dres
Velebit je kroz svoju povijest nosio različite boje dresova, ovisno o periodu nosio je zelene, bijele, plave, plavo-bijele, crveno bijele i crvene dresove.

Prvi dresovi Velebita bili su istovjetni dresovima zagrebačke Concordije, zelena majica s bijelim ovratnikom, crne kratke hlače i zelene štucne. Također u prvim desetljećima postojanja, naročito 30-ih godina 20-og stoljeća, pronalazimo mnoštvo fotografija s bijelim dresovima. Velebit kroz čitavu svoju povijest često koristi bijele dresove, većinom kao drugu garnituru, tako je i danas druga garnitura dresova bijele boje.
U periodu nakon Drugog svjetskog rata, te 50-ih godina prošlog stoljeća Velebit nosi plave i plavo-bijele dresove. Prema boji dresa tada je započeto s, već spomenutom, klupskom feštom Plava noć Velebita.
Kasnije, 70-ih i 80-ih, Velebit koristi crvene i crveno-bijele dresove, sve do Domovinskog rata. Iako se u nekim situacijama pojavljuju i plavi i bijeli dresovi. 
Nakon Domovinskog rata Velebit se vraća plavim, bijelim i plavo-bijelim kombinacijama dresova.
Današnji dres Velebita je plave boje, kao i hlače i štucne. Na prednjoj strani dresa nalazi se slika Kaštel Benkovića, simbola grada Benkovca. Druga garnitura dresova je kompletna u bijeloj boji, također sa slikom Kaštela.

## Stadion
Prvo igralište bilo je na ''Paljevinama'' kod vojarne, ubrzo se prešlo na tradicionalni dugogodišnji ''Plac'', a 1978. godine na današnji Gradski stadion, popularno zvan ''Velebitsko''.

U kolovozu 1976. godine počinje izgradnja novog stadiona. Nositelj radova bio je benkovački Komunalac, a idejni projekt napravljen je u GP Radnik Benkovac. Velebit se tada morao žrtvovati, jer je slijedeće dvije godine kao domaćin morao igrati na strani. Klub tada kao domaćin luta od Biograda do Sukošana i natrag.
Dana 4. srpnja 1978. godine sportski Benkovac je doživio jednu od najvećih fešti u svom postojanju. Otvoren je Gradski stadion, odnosno novi Sportski centar. Svečanost je počela skupštinom Velebita, na kojoj su gosti bili predstavnici velike četvorke nogometa bivše države, te predstavnici Zadra, Šibenika, Omladinca, Bagata, Jugovinila, Bukovice, Borca Smilčić, Polače, Jedinstva, Zlatne luke, Gorana Bibinje, SOŠK-a Skradin i Rudara iz Ljubije. Slavlje su posebno začinili benkovačka klapa Kaštel, folklorna grupa i limena glazba iz Stankovaca.
Mnogim zaslužnim nogometnim djelatnicima Velebit je darovao jubilarne klupske značke i zastavice. Posebno priznanje odano je A. Modriniću za njegov doprinos izgradnji stadiona i Sportskog centra. Ipak najveća počast iskazana je prvom predsjedniku i jednom od utemeljitelja Petru Pjeru Novakoviću. Svečani čin okončan je na način da je član splitskog Hajduka Ivo Šantić darivao Velebit Zlatnom plaketom Hajduka.
Za tada prvorazredni travnjak posebno je zaslužan nekad reprezentativni vratar Hajduka Srđan Mrkušić, jedan od najboljih vratara u povijesti hrvatskog nogometa. Mrkušić je bio počašćen što Benkovcu, za kojeg su ga vezali dječački dani, jer je ljeti dolazio kod rodbine, može pomoći kod uređenja  kvalitetnog igrališta.
U glavnoj utakmici dana susreli su se Velebit i Hajduk, pred više od 7000 gledatelja. Velebit je pružio dobar otpor i izgubio rezultatom 3:5. Sudio je zadarski sudac Ernest Karlović. 
- Gostovanje Hajduka je napunilo tribine, 1978.godina
- Detalj s utakmice Velebit - Hajduk 1978. godine
- Izgradnja Gradskog stadiona Benkovac 1977. godine
- Postavljanje travnjaka 1978. godine
- Radovi na atletskoj stazi stadiona

Hajduk je zaista dao veliki doprinos Velebitovoj proslavi. Uz darivanje zlatnom plaketom dopisnik Slobodne Dalmacije Zlatko Juričko napravio je vrlo lijepu najavu benkovačkog slavlja, a posebice je dva dana nakon utakmice u specijalnoj rubrici ''U objektivu'' s četiri fotografije pod nadnaslovom S nogometne fešte Benkovčana i naslovom Velebitov najljepši dar zaista ovjekovječio taj znameniti događaj.
Također, dan iza otvorenja N. Novaković u Slobodnoj Dalmaciji, po naslovom ''Slavlje u Benkovcu'', piše: ''Inače, danas je u Benkovcu bila velika svetkovina, izvojevana je nova radna pobjeda na području sporta i fizičke kulture otvaranjem novog sportskog centra, jednog od najljepših objekata te vrste u Dalmaciji...Utakmica između Velebita i Hajduka odigrana je u predivnom ambijentu, a narodno slavlje nastavljeno je do kasno u noć kulturno-zabavnim programom i plesom ''Plava noć Velebita'' ''
2005. godine stadion je dijelom obnovljen, uklonjena je atletska staza te je teren proširen na dimenzije 105x68 metara. Postavljena je nova trava te je postavljeno 500 sjedalica na tribine, bijele i plave boje tako da bijele sjedalice čine natpis HNK VELEBIT na plavoj pozadini.
- Radovi na terenu 2005. godine
- Proširivanje terena 2005. godine
- Postavljanje novog travnjaka 2005. godine
- Gradski stadion Benkovac iz ptičje perspektive

2019. godine na stadion su postavljeni reflektori i sustav automatskog navodnjavanja.

## Škola nogometa
Škola nogometa zaživjela je u pravom smislu 1978. godine, netom prije završetka i otvaranja novog Gradskog stadiona. Značilo je to trajno osiguravanje kvalitetnih vlastitih igrača i jedini pravi put, kojim je benkovački nogomet mogao ići.Iako je Velebit uvijek imamo mlađe kategorije kroz povijest, pa i prije Drugog svjetskog rata, prava nogometna škola, sa svim uzrastima od prednatjecatelja pa na dalje i ozbiljnim stručnim radom, počinje 1978. godine. 
80-ih godina Velebit se pročuo po izvrsnoj školi nogometa, te su igrači često odlazili, što se popularno kaže ''trbuhom za kruhom'', ali su uvijek stvarani novi za koje su se otimali drugoligaški pa i prvoligaški klubovi bivše države.
1999. godine pri školi nogometa utemeljen je turnir Sv. Ante koji se tradicionalno održava i danas. Na prvom turniru sudjelovali su klubovi Zadar, Šibenik, Primorac, Arbanasi, Pakoštane, HAŠK i Velebit. Redovni sudionici trunira su Velebitovi prijatelji iz NK Belišća i splitski Hajduk koji je klub partner Velebita, te imaju dobru suradnju na području škole nogometa.
Turnir je godinama rastao, pa je tako prešao i granice Republike Hrvatske, primjerice 2004. na turniru je sudjelovao mađarski PMFC iz Pescija, a 2022. gostovao je ukrajinski Shakhtar iz Donjecka.
Velebitova škola nogometa danas broji preko 120 djece svih uzrasta, te i dalje uspješno stvara igrače koji igraju u višim rangovima hrvatskog nogometa.

## Poveznice
- Profil, HNS Semafor
- nogomet.lzmk.hr - "Nogometni leksikon", Velebit
- poslovna.hr, HNK VELEBIT BENKOVAC
- https://infobiz.fina.hr/neprofitni/hnk-velebit-benkovac/OIB-47663581867
- https://semafor.hns.family/klubovi/208/hnk-velebit-b/
- https://www.fininfo.hr/Poduzece/Pregled/hnk-velebit-benkovac/Detaljno/590989
- https://www.transfermarkt.com/nk-velebit-benkovac/startseite/verein/11956